# بوبي أورلاندو
بوبي أورلاندو (بالإنجليزية: Bobby Orlando)‏ هو موسيقي ومنتج أسطوانات ومغن مؤلف أمريكي، ولد في 1958 في نيويورك في الولايات المتحدة.

## وصلات خارجية
- بوبي أورلاندو على موقع IMDb (الإنجليزية)
- بوبي أورلاندو على موقع ميوزك برينز (الإنجليزية)
- بوبي أورلاندو على موقع ميوزك برينز (الإنجليزية)
- بوبي أورلاندو على موقع أول ميوزيك (الإنجليزية)
- بوبي أورلاندو على موقع ديسكوغز (الإنجليزية)
- بوبي أورلاندو على موقع ديسكوغز (الإنجليزية)